# Penumbra (DC Comics)
Penumbra (português europeu) ou Sombra (português brasileiro) (em inglês:  Shade) é um vilão fictício da DC Comics. O Penumbra tem uma bengala com o poder de controlar sombras (em algumas versões, o poder parte dele mesmo). Ele foi um inimigo primariamente do Flash. Primeira aparição em Flash Comics #33 (1942). Criado por E. E. Hibbard, reformulado por James Robinson em 1994.
Foi eleito pelo portal IGN como o 89º maior vilão de histórias em quadrinhos de todos os tempos.

## Carreira
O Penumbra foi um conhecido membro de diversas encarnações da Sociedade da Injustiça. Nos anos 50, ele juntou forças com o Pensador e o Violinista a fim de manter a inteira Keystone City, a cidade do Flash (Jay Garrick), sob animação suspensa à parte de nossa dimensão. Por anos, ninguém sabia o que aconteceu com a cidade de Keystone; lá, o trio de vilões reinava absoluto, sem nenhum herói para atrapalhar. Somente quando o Flash (Barry Allen) atingiu outra dimensão, e constatou a localidade de Keystone, ele pôde encontrar Jay Garrick e libertá-lo da animação suspensa. Juntos, a dupla libertou Keystone dos vilões e devolveu a cidade a seu local de origem. (Secret Origins #50)
O Penumbra estava também entre os vilões que Rei Kull manipulou a fim de tentar conquistar a Terra 1, a Terra 2 e a Terra S (este evento é desconsiderado após Crise nas Infinitas Terras). [Justice League of America (versão 1) #135 a 137]
Alguns anos depois, o Penumbra, o Dardo de gelo e o Violinista foram contatados pelo espírito de Darkseid, que logrou os vilões a ressuscitarem seu corpo. O Pai Celestial e outros Novos Deuses de Nova Genesis contataram a Liga da Justiça e a Sociedade da Justiça, de modo que acabaram com os planos de Darkseid (fundir a Terra 1 e Terra 2), e salvaram o trio de vilões, que já não servia mais aos propósitos do soberano de Apokolips. [Justice League of America (versão 1) #183 a 185]

## Origem
Um retcon apresentado na revista Starman estabeleceu que o Penumbra é Richard Swift, um cidadão inglês que ganhou poderes sombrios e imortalidade através de magia, e que seus poderes não vem de sua bengala, mas de si mesmo (embora que ele ainda a use). O retcon também estabeleceu que O Penumbra é apaixonado por literatura e sente-se bastante confortável na cidade de Opal City, que lembra sua terra natal, e até mesmo ajudou o Starman Jack Knight a combater o Névoa, que atormentava a cidade. De modo que se antes, numa versão mais maniqueísta, o Penumbra era exatamente um vilão, após o retcon essa diferença não é tão clara.

## Outras mídias
O Penumbra apareceu num time de vilões liderados por Lex Luthor em Liga da Justiça. No Brasil, seu nome foi adaptado para Sombra. Lá, era apresentado com base na versão mais antiga (apesar do retcon já tendo sido publicado naquela data). O Penumbra no desenho só ligava para lucro pessoal, perguntando repetidamente a Luthor quando eles iriam receber seu pagamento.
Ele aparece na terceira temporada de The flash, no episódio que leva seu nome do título, "Shade", em The Flash ele é um meta-humano que pode vibrar suas moléculas em uma freqüência tão alta que ele parece ser uma sombra.

## Poderes e habilidades
A origem e fonte dos poderes de Penumbra variam de acordo com a versão. Entretanto ele foi visto manifestando os seguintes poderes:
- Projetar um campo de escuridão, onde só ele pode enxergar mediante óculos especiais;
- Criar construtos e seres vivos de sombras;
- Criar portais com sombra, de modo a poder realizar viagens instantâneas de um ponto a outro por atravessar estes portais;
- Criar campos de força com sombras sólidas;
- Imortalidade (somente após o retcon).